# Polipéptido inhibidor gástrico
El polipéptido inhibidor gástrico o GIP (del inglés: gastric inhibitory polypeptide), también conocido como péptido inhibidor gástrico o péptido insulinotrópico dependiente de la glucosa, es un miembro de la familia de hormonas secretina.
El GIP, junto con el péptido similar al glucagón tipo 1 (GLP-1), pertenecen a una clase de moléculas conocidas como incretinas.

## Síntesis y transporte
El GIP es derivado de una proproteína de 153 aminoácidos codificada por el gen GIP y circula como un péptido biológicamente activo de 42 aminoácidos. Es sintetizada por las células K (células enteroendocrinas) que se encuentran en la mucosa del duodeno y en el yeyuno del tracto gastrointestinal. Como todas las hormonas endocrinas, el GIP es transportado por el torrente sanguíneo.
Los receptor del polipéptido inhibidor gástrico son siete proteínas transmembranas encontradas en las células beta en el páncreas.

## Función
Ha sido tradicionalmente llamado péptido inhibidor gastrointestinal o péptido inhibidor gástrico y se creía que neutralizaba el ácido estomacal para proteger el intestino delgado del ácido, reducir la tasa a la cual los alimentos son transferidos a través del estómago, e inhibir la motilidad gastrointestinal y la secreción de ácido. Sin embargo, esto es incorrecto, se descubrió que estos efectos se logran sólo con niveles fisiológicos mayores de lo normal, y que estos resultados ocurren naturalmente en el cuerpo a través de una hormona similar, la secretina.
Ahora se cree que la función del GIP es inducir la secreción de insulina, que es estimulada principalmente por la hiperosmolaridad de glucosa en el duodeno. Después de este descubrimiento, algunos investigadores prefieren el nuevo nombre péptido insulinotrópico dependiente de la glucosa, reteniendo el acrónimo "GIP". La cantidad de insulina secretada es mayor cuando la glucosa es administrada oralmente que por vía intravenosa.
También se piensa que el GIP tiene un efecto significante en el metabolismo de ácido graso a través de la estimulación de la actividad de la lipoproteinlipasa en adipocitos. La liberación de GIP ha sido demostrada en animales rumiantes y podría jugar un rol en la partición de nutrientes en la producción de leche (metabolismo lipídico). El GIP es secretado en respuesta a la primera alimentación materna (calostro) en cabritos - el GIP se mide vía la vena umbilical antes de su cierre. Por razones éticas, la secreción de GIP ha sido demostrada en humanos sólo a una edad aproximada de 10 días. Con respecto al rol del GIP en el metabolismo de lípidos, niveles suprafisiológicos de esta han demostrado una acción lipogénica, sin embargo la acción de la colagenasa es conocida por degradar el GIP/receptores de GIP en protocolos experimentales. El GIP es parte del sistema endocrino difuso y, como consecuencia, es difícil demostrar sus efectos fisiológicos o clínicos. En comparación con la insulina sus efectos son muy sutiles.

## Patología
Se ha observado que las personas que sufren de diabetes mellitus tipo 2 no responden al GIP y tienen niveles más bajos de secreción de GIP después de una comida comparado con un no diabético. En una investigación involucrando ratones knockout, se encontró que la ausencia de los receptores de GIP se correlacionan con la resistencia a la obesidad.